# Eparquía de Qamishli
La eparquía de Qamishli (en latín: Eparchia Kamechliensis Armenorum y en armenio: Ալ-Կամիշլի) es una circunscripción eclesiástica de la Iglesia católica en Siria. Se trata de una eparquía armenia, inmediatamente sujeta al patriarcado de Cilicia de los armenios. Desde el 20 de agosto de 2022 su eparca es Antranig Ayvazian.

## Territorio y organización
La eparquía extiende su jurisdicción sobre los fieles católicos de rito armenio residentes en las gobernaciones de Hasaka y Deir ez-Zor. Se halla dentro del territorio propio del patriarcado de Cilicia de los armenios.
La sede de la eparquía se encuentra en la ciudad de Qamishli, en donde se halla la Catedral de San José.
En 2023 en la eparquía existían 5 parroquias:
- San José, en Qamishli
- Sagrada Familia, en Hasaka
- San Gregorio el Iluminador, en Deir ez-Zor

Hay una pequeña iglesia en Abu Kamal que está vinculada a la parroquia de Deir ez-Zor. El santuario dedicado a San Jorge y ubicado en Heko está vinculado a la parroquia de Hasaka y la capilla del suburbio de Nazaret.

## Historia
A finales del siglo XIX existía el vicariato patriarcal de Deir ez-Zor y el noreste de la actual Siria era parte de la archieparquía de Mardin. A principios del siglo XX los armenios católicos del Imperio otomano sufrieron el mismo destino que el resto de la nación armenia con el genocidio perpetrado en el Estado turco desde 1915 a 1923. Los fieles armenios se dispersaron en áreas vecinas tales como Siria, en donde en parte se concentraron en la ciudad de Qamishli (fundada por asirios que huían del genocidio asirio circa 1920). Como la archieparquía de Mardin (que incluía partes de Irak, Turquía y de Siria) quedó vacante y destruida por el genocidio, los archieparcas de Alepo administraron los territorios de la archieparquía en Siria hasta que el vicariato patriarcal de Qamishli fue erigido en 1938. El vicariato fue confiado al obispo Guregh Zohrabian.
El 29 de junio de 1954 el vicariato patriarcal fue elevado a eparquía mediante la bula Cum summus del papa Pío XII, obteniendo el territorio de la archieparquía de Mardin, hoy suprimida y conservada como diócesis titular.

Ab archiepiscopali Sede Mardensi Armenorum totam separamus regionem Superioris Insulae, in Syria, quae dicitur, ipsamque in novae formam dioecesis redigimus, Kamechliensis Armenorum nuncupandae, cuius territorium iisdem circumscribetur finibus atque regio, cuius supra meminimus. Quae nova dioecesis patriarchali Sedi Ciliciae Armenorum erit suffraganea, cuius igitur Patriarchis Praesules Kamechlienses Armenorum posthac recto subicientur iure. Iidem autem Episcopi sedem ac domicilium in urbe Kamechliensi habebunt, quam Nostris hisce Litteris ad civitatis episcopalis gradum perducimus; ibique cathedram in aedibus collocabunt Sancto Ioseph sacris, quas cathedralis templi condecoramus dignitate, datis scilicet omnibus iuribus ac privilegiis ceterarum cathedralium aedium propriis.

Desde 1992 hasta 2022 la eparquía estuvo gobernada, en calidad de administrador apostólico sede vacante et ad nutum Sanctae Sedis, por el archieparca de Alepo.

## Estadísticas
Según el Anuario Pontificio 2024 la eparquía tenía a fines de 2023 un total de 2400 fieles bautizados.
| Año                                                                             | Población            | Población | Población      | Sacerdotes | Sacerdotes    | Sacerdotes    | Bautizados por sacerdote | Diáconos permanentes | Religiosos | Religiosos | Parroquias |
| Año                                                                             | Bautizados católicos | Total     | % de católicos | Total      | Clero secular | Clero regular | Bautizados por sacerdote | Diáconos permanentes | Varones    | Mujeres    | Parroquias |
| ------------------------------------------------------------------------------- | -------------------- | --------- | -------------- | ---------- | ------------- | ------------- | ------------------------ | -------------------- | ---------- | ---------- | ---------- |
| 1980                                                                            | 4200                 | ?         | ?              | 4          | 2             | 2             | 1050                     |                      | 2          | 4          | 5          |
| 1988                                                                            | 4303                 | ?         | ?              | 5          | 2             | 3             | 860                      |                      | 3          | 4          | 6          |
| 1999                                                                            | 4000                 | ?         | ?              | 7          | 5             | 2             | 571                      | 2                    | 2          | 3          | 6          |
| 2000                                                                            | 4000                 | ?         | ?              | 5          | 4             | 1             | 800                      | 1                    | 1          |            | 6          |
| 2001                                                                            | 4000                 | ?         | ?              | 6          | 4             | 2             | 667                      |                      | 2          | 3          | 6          |
| 2002                                                                            | 4000                 | ?         | ?              | 6          | 4             | 2             | 667                      |                      | 2          | 3          | 6          |
| 2003                                                                            | 4000                 | ?         | ?              | 6          | 4             | 2             | 667                      | 1                    | 2          | 3          | 6          |
| 2004                                                                            | 4000                 | ?         | ?              | 6          | 4             | 2             | 667                      | 1                    | 2          | 3          | 6          |
| 2005                                                                            | 4000                 | ?         | ?              | 6          | 4             | 2             | 667                      | 1                    | 2          | 3          | 6          |
| 2006                                                                            | 4000                 | ?         | ?              | 6          | 4             | 2             | 667                      | 1                    | 2          | 2          | 6          |
| 2009                                                                            | 4000                 | ?         | ?              | 6          | 4             | 2             | 667                      | 1                    | 2          | 2          | 6          |
| 2011                                                                            | 4000                 | ?         | ?              | 7          | 5             | 2             | 571                      | 1                    | 2          | 3          | 6          |
| 2016                                                                            | 3500                 | ?         | ?              | 3          |               | 3             | 1166                     |                      |            | 1          | 2          |
| 2019                                                                            | 2500                 |           |                | 3          |               | 3             | 833                      | 1                    |            | 1          | 2          |
| 2021                                                                            | 2500                 | ?         | ?              | 3          |               | 3             | 833                      | 2                    |            |            | 3          |
| 2023                                                                            | 2400                 | ?         | ?              | 2          |               | 2             | 1200                     | 3                    |            |            | 5          |
| Fuente: Catholic-Hierarchy, que a su vez toma los datos del Anuario Pontificio. |                      |           |                |            |               |               |                          |                      |            |            |            |

## Episcopologio
- - Guregh Zohrabian (1938-21 de octubre de 1954) (vicario patriarcal)
- Joseph Gennangi † (21 de octubre de 1954-20 de noviembre de 1972 retirado)
- Krikor Ayvazian † (6 de diciembre de 1972-18 de noviembre de 1988 retirado)
- Joseph Arnaouti, I.C.P.B. (21 de agosto de 1989-10 de abril de 1992 renunció)
  - Sede vacante (1992-2022)[nota 1]
- Antranig Ayvazian, desde el 20 de agosto de 2022